# Cyrtolabulus elbanus
Cyrtolabulus elbanus är en stekelart som beskrevs av Giordani Soika 1977. Cyrtolabulus elbanus ingår i släktet Cyrtolabulus och familjen Eumenidae. Inga underarter finns listade i Catalogue of Life.